# Hermann Kümmell
Hermann Kümmell (Korbach, 22 maggio 1852 – 19 febbraio 1937) è stato un chirurgo tedesco.

## Biografia
Nel 1875, ottenne il dottorato in medicina a Berlino, in seguito lavorò come assistente medico con Max Schede (1833-1902) presso l'ospedale municipale di Friedrichshain. Nel 1883 divenne capo del dipartimento di chirurgia "Marienkrankenhaus" di Amburgo e nel 1895 fu nominato capo chirurgo presso l'Allgemeinen Krankenhaus Hamburg-Eppendorf. Nel 1907 divenne professore titolare e nel 1919 fu professore di chirurgia all'Università di Amburgo.
Kümmell si interessò nel trattamento di fratture, protesi ossee e malattie della colonna vertebrale. Condusse ricerche approfondite sui disturbi della vescica e dei reni, malattie del torace, e altri. Fu tra i primi chirurghi a sostenere la rimozione dell'appendice e nel 1886 tentò la prima coledocotomia.
Tra le sue numerose pubblicazioni sulla chirurgia vi era Chirurgische Operationslehre, un'opera in tre volumi, co-autore con August Bier (1861-1949) e Heinrich Braun (1862-1934).